# Аграрии (партия)
«Агра́рии» — политическая партия в Германской империи и Германской республике, которая служила в общественной жизни представительницею преимущественно сословных интересов сельских хозяев, защищала особые экономические интересы крупных и средних землевладельцев.
В политическом отношении аграрии принадлежали к германско-консервативной партии, и их партия отстаивала интересы крупных землевладельцев, а преобладавшее между ними прежнее фритредерское направление впоследствии уступило свое место протекционистским стремлениям. «Аграрии» были опорой консервативной партии Германии, до революции (переворота)  9 ноября 1918 года, и «Национальной народной партии» после неё.

## История
В период развития империализма для продвижения и зашиты системы мероприятий экономической политики Германской империи, направленной к увеличению доходов сельских хозяев и землевладельцев или аграрного протекционизма была создана, в 1874 году, партия «Аграрии», в другом источнике указан 1869 год.
Аграрии ежегодно собирались на «Конгрессе немецких сельских хозяев».
Германские аграрии впервые выступили, на выборах в рейхстаг, но без успеха, с идеями аграрного протекционизм во время избирательной борьбы в 1874 году, их основной мыслью было то что имперское законодательство представляло главным образом выгоды для капитала (то есть прежде всего для денежного капитала), а землевладению и сельскому хозяйству, напротив того, приносило вред. 
Учредительное собрание «Германских преобразователей налогов и хозяйства» заседавшее в Берлине, 22 — 24 февраля 1876 года, приняло программу из девяти пунктов, в которых требовались:
- отмена двойного обложения, заключающегося в налогах на землю, постройки и ремёсла;
- реформ биржевого налога;
- признание свободной торговли, хотя ввозные пошлины и налоги на съестные припасы могут быть оставлены в виде открытых вопросов;
- введение системы государственных дорог и отмена всех дифференциальных пошлин;
- выпуск государственных денежных бумаг и упразднение привилегий банков;
- реформа акционерного законодательства, ремесленного устава и закона о пособиях обедневшим обывателям для предупреждения бродяжничества, изменение наследственного права и о форме задолженности землевладения[3].

В 1877 году «Аграрии» вступают в союз с протекционистами-промышленниками для совместного проведения покровительственных пошлин через рейхстаг.
В 1879 году, впервые после 15-летнего перерыва, в империи была введена небольшая пошлина на пшеницу, рожь, овёс — одна марка на 100 килограмм зерна.
С особенною силою влияние аграриев обнаружилось при рассмотрении в рейхстаге нового таможенного законодательства, в 1879 году.
В 1887 году пошлина была сильно повышена: до пяти марок на пшеницу и рожь, до четырёх марок на овёс, до 2¼ марки на ячмень, до двух марок на кукурузу и прочие хлеба.
С 1893 года аграрии объединились в «Союзе сельских хозяев» или «Союз владельцев земли» (Bund der Landwirthe, BDL bzw. BdL), в другом источнике указано что они его организовали, в феврале 1893 года.
В 1902 году произошло новое повышение пошлины до 5½ — 7½ марки на 100 килограмм пшеницы.